# Leopold Neubauer
Leopold Neubauer (15 października 1889 w Wiedniu, zm. 16 lutego 1960 tamże) – austriacki piłkarz grający na pozycji napastnika.
Występował w wiedeńskich klubach Wiener AC i Wiener AF. W pierwszym z nich grał w latach 1908–1913. Następnie został zawodnikiem drużyny Wiener AF, w której występował do 1919. W latach 1916–1917 był najlepszym strzelcem austriackiej Bundesligi.

## Kaiera reprezentacyjna
Neubauer grał w seniorskiej reprezentacji Austrii, w czasach gdy kraj ten był jeszcze częścią Austro-Węgier. Reprezentował Austrię na Igrzyskach Olimpijskich w 1912, gdzie zdobył jedną bramkę w regularnym meczu olimpijskim i jedną w turnieju pocieszenia. 